# U.S. Route 275
La U.S. Route 275 (US 275) est une US Route auxiliaire de la US 75 se trouvant au Missouri, en Iowa et au Nebraska. Son terminus sud est à Rock Port, Missouri alors que son terminus nord (ouest) est à O'Neill, Nebraska. À l'origine, elle se terminait à Council Bluffs, Iowa, à la jonction avec la US 75. La route est indiquée comme sud-nord au Missouri et en Iowa alors qu'elle est indiquée comme est-ouest au Nebraska.

## Description du tracé

### Missouri
La US 275 débute à une intersection avec la US 136 environ 1 mile (1,6 km) à l'ouest de Rock Port. Elle se dirige vers le nord et le nord-ouest dans le comté d'Atchison sur environ 16 miles (26 km) avant d'atteindre la frontière de l'Iowa.

### Iowa
La US 275 entre en Iowa un peu au sud de Hamburg. Elle entre dans la ville et se dirige vers le nord. Elle contourne Sidney et continue vers le nord et passant par Tabor, jusqu'à la US 34 à l'est de Glenwood. Les deux routes forment un multiplex vers l'ouest et contournent Glenwood. À l'ouest de la ville, les routes se séparent à la jonction avec l'I-29. La US 275 rejoint l'autoroute vers le nord jusque dans le sud de Council Bluffs. Là, la US 275 prend la direction ouest jusqu'à la rivière Missouri, marquant la frontière avec le Nebraska.

### Nebraska
La US 275 entre au Nebraska à Omaha dans le quartier South Omaha. Elle emprunte d'abord Missouri Avenue, puis L Street, Industrial Road et West Center Road. Au sud-ouest de la ville, elle bifurque vers le nord jusqu'à Waterloo, puis vers le nord-ouest jusqu'à Fremont, sur un tracé autoroutier. Elle rencontre la US 77, forme un multiplex avec celle-ci, contourne la ville et rencontre la US 30 laquelle rejoint le multiplex. Au nord de Fremont, la US 77 / US 275 se détache de la US 30 et la route se dirige vers le nord. Près de Hooper, la US 77 et la US 275 se séparent. Cette dernière poursuit vers le nord-ouest. Elle passe par Hooper, Scribner, West Point et Wisner avant de bifurquer vers l'ouest. Elle traverse Norfolk, Tilden, Neligh, Clearwater et Ewing avant d'atteindre la jonction avec la US 20. Les deux routes forment alors un multiplex jusqu'à O'Neill où la US 275 prend fin à la jonction avec la US 281.

## Intersections majeures
Missouri
 US 136 à Rock Port
Iowa
 US 34 près de Glenwood. Les routes forment un multiplex jusqu'à l'ouest de Glenwood.
 I-29 près de Glenwood. Les routes forment un multiplex jusqu'à Council Bluffs.
Nebraska
 US 75 à Omaha
 I-80 à Omaha
 US 6 à Omaha
 US 77 à Fremont. Les routes forment un multiplex jusqu'au sud-est de Hooper.
 US 30 à Fremont. Les routes forment un multiplex autour de la ville.
 US 81 à Norfolk
 US 20 près d'Ewing. Les routes forment un multiplex jusqu'à O'Neill.
 US 281 à O'Neill